# دفیانس (آیووا)
دفیانس (به انگلیسی: Defiance) شهری در ایالت آیووا کشور ایالات متحده آمریکا است که جمعیت آن در سرشماری سال ۲۰۱۰ میلادی، ۲۸۴ نفر بوده‌است.